# HMS Glatton (1914)
«Глеттон» (англ. HMS Glatton) та однотипний корабель «Горгон» були закладені як броненосці берегової оборони на замовлення Королівського Норвезького флоту з іменами Bjørgvin і Nidaros відповідно. Корабель був реквізований на початку Першої світової війни, але його добудували лише 1918 року. 16 вересня 1918 року, перш ніж корабель встиг взяти участь у бойових діях, на ньому сталась пожежа у артилерійському погребі шестидюймових снарядів. Його довелося затопити, аби запобігти вибуху запасу снарядів головного калібру, який загрожував руйнівними наслідками для Дувру. Рештки корабля частково розібрали 1926 року, і перемістили у північно-східний кінець гавані, де вони не перешкоджали судноплавству.

## Історія служби

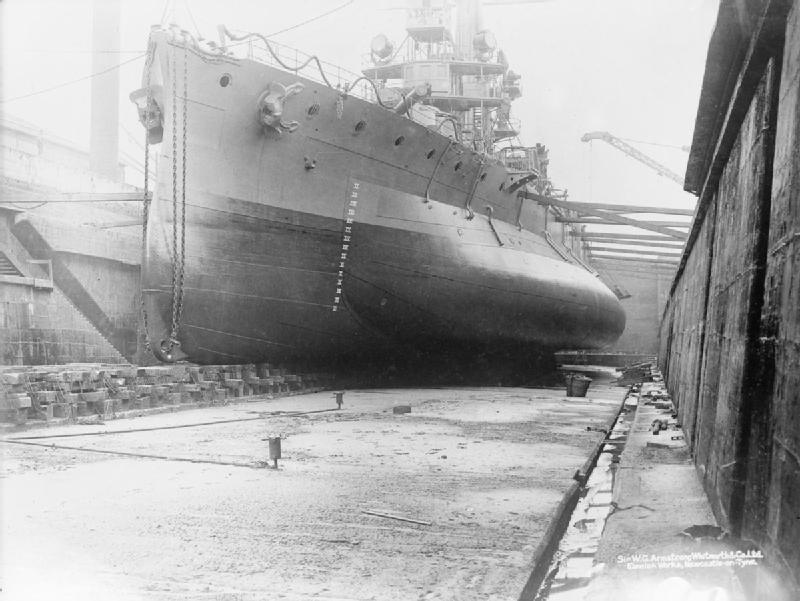
Glatton у сухому доці. Зверніть увагу на розширені протиторпедні бульби.

Bjørgvin був замовлений Норвегією в 1913 році, щоб доповнити попередні типи панцерників берегової оборони  Eidsvold і Tordenskjold. Корабель назвали P / S Bjørgvin (P / S означає Panserskip («броньований корабель»), а Bjørgvin — стара назва норвезького міста Берген). Проте, коли почалася Перша світова війна, Королівський флот реквізував більшість військових кораблів, що знаходились у процесі будівництва у Британії за замовленнями іноземних держав. Він повернувши дві третини ціни Bjørgvin s у 370,000 фунтів стерлінгів, яку вже заплатили норвежці.

## Загибель
Після завершення Glatton прибув у Дувр 11 вересня 1918 року. О 16:15  16 вересня у артилерійському погребі здетонували запаси кордиту. Розпочалась пожежа,(за деякими даними через недбалість екіпажу корабля, дії якого охарактеризували як "неумисний підпал" тютюнових виробів) яка швидко поширювалась. Передні артилерійські погреби були затоплені за наказом капітана. Водночас полум'я унеможливило доступ до задніх погребів. Оскільки всього за 140 метрів від монітора був пришвартований транспорт боєприпасів Gransha, існував ризик, що вибух снарядів головного калібру призведе до детонації боєприпасів на кораблі. За таких умов було ухвалено рішення потопити Glatton. Корабель було потоплено трьома торпедами, випущених двома есмінцями. Внаслідок вибуху одразу загинуло 60 осіб. а ще 124 було поранено, з яких 19 пізніше померли від отриманих опіків.